# ريس طومسون
ريس طومسون هو ممثل كندي، ولد في 22 نوفمبر 1988 في كندا.

## أعمال

### أفلام
- (2012) مزايا أن تكون خجولا[4]

## وصلات خارجية
- ريس طومسون على موقع IMDb (الإنجليزية)
- ريس طومسون على موقع ألو سيني (الفرنسية)
- ريس طومسون على موقع قاعدة بيانات الأفلام السويدية (السويدية)
- ريس طومسون على موقع قاعدة بيانات الفيلم (الإنجليزية)
- ريس طومسون على موقع كينوبويسك (الروسية)